# 日本自転車競技連盟
公益財団法人日本自転車競技連盟（にほんじてんしゃきょうぎれんめい、英: Japan Cycling Federation、略称：JCF）は、1995年に設立された日本国内の自転車競技を統括するとともに、自転車競技の普及及び競技大会開催などを実施している公益法人、国内競技連盟である。内閣総理大臣所管。
過去、前身に当たる団体にもこの名前が使われたことがあり、欧文略称で区別することがある。国際自転車競技連合 (UCI) - アジア自転車競技連合 (ACC : Asian Cycling Confederation) に所属する。自転車競技連盟を「車連」と略称するため、日本車連とも呼ばれる。

## 沿革
- （1908年 - 日本初の自転車競技統括団体東京輪士会設立。）
- 1931年 - 第1回全大阪サイクル選手権大会〈後の全日本アマチュア自転車競技選手権大会〉が大阪市立運動場で開催される。
- 1934年 - アマチュア競技統括団体日本サイクル競技連盟設立。
- 1936年 - 国際自転車競技連合（UCI）に加盟、日本自転車連盟に改称。
- 1943年 - 自転車連盟、大日本体育会に吸収され、大日本体育会自転車部会となる。
- 1945年 - 日本自転車連盟、再結成。
- 1948年 - 競輪の創設に前後し各地でプロ選手会が発足。
- 1949年 - 日本自転車連盟が日本自転車競技連盟 (JKR)に改称、UCIに再加盟。日本体育協会規則により連盟はプロを統括できず（アマチュア規定）、UCIは一国一連盟の原則を採ったため、プロはUCIに加盟できなかった。
- 1951年 - 競輪選手の統合団体「日本プロフェッショナル・サイクリスト連合」（後の日本競輪選手会）結成。
- 1957年 - 日本自転車競技連盟 (FJC : Federation Japonaise du Cyclisme) 設立。UCIに加盟。従来の日本自転車競技連盟は日本アマチュア自転車競技連盟（アマ車連・JACF : Japan Amateur Cycling Federation）に改組。競輪選手会も日本プロフェッショナル自転車競技連盟（プロ車連・JPCF : Japan Professional Cycling Federation）を創設し、共にFJC構成団体となる。これにより競輪選手の世界選手権出場が可能に。
- 1965年 - 国際オリンピック委員会 (IOC) 勧告により、UCI傘下に「国際アマチュア自転車競技連盟 (FIAC)」と「国際プロフェッショナル自転車競技連盟 (FICP)」が発足。それぞれアマ車連、プロ車連が加盟。FJCが国際組織窓口としての役割を事実上終える。
- 1975年 - アマ車連が法人格を取得。財団法人日本アマチュア自転車競技連盟となる。
- 1988年 - 目的を達成したとしてFJC解散。
- 1990年 - 前橋市と宇都宮市で1990年世界選手権自転車競技大会前橋・宇都宮開催。
- 1992年 - FIAC・FICPが解散、国際組織・競技のプロアマオープン化が進む。
- 1995年 - アマ車連・プロ車連が合併し、財団法人日本自転車競技連盟 (JCF)発足。
- 1996年 - 世界選手権が年齢別に。
- 1998年 - 第1回全日本自転車競技選手権大会開催（日本の国内選手権のオープン化）。
- 2013年 - 本部所在地であった日本自転車会館の取り壊しにより事務所を東京都品川区へ移転。
- 2023年 - 8月、会長（代表理事）に橋本聖子が就任、常務理事に片山右京が就任する[1]。
- 2025年 - 2月20日、安原昌弘が常務理事を解任される[2]。

## 事業内容
- 自転車競技の普及、指導、研究。
- 全日本選手権やその他の競技会の開催・後援・公認。
- 国際競技大会への代表選手の選考・派遣。
- 国際競技大会の開催し、外国選手の招聘。
- コミセールや指導者の養成、資格認定。
- 競技力の向上を図る。
- 日本記録の公認、世界記録の申請。
- 競技規則とアマチュア規定の制定。
- 日本自転車界を代表して、公益財団法人日本スポーツ協会、公益財団法人日本オリンピック委員会、国際自転車競技連合、アジア自転車競技連合に加盟。
- 施設や用具などの検定・公認。
- 資料の収集と保存、機関紙（連盟広報誌『シクリスムエコー』）などの刊行物を発行。

選手の登録と競技者証発行を一括で行う。選手は任意で選択した加盟団体を通じて登録申請し、加盟団体所属となったうえで登録選手となる。

## 主な主催大会
- 全日本自転車競技選手権大会（全種目・全カテゴリー）
- 全国都道府県対抗自転車競技大会
- 全日本プロ選手権自転車競技大会
- 全国高等学校総合体育大会自転車競技大会
- 全国高等学校選抜自転車競技大会
- JOCジュニアオリンピックカップ自転車競技大会
- JOCジュニアオリンピックカップ／全国ユース選抜マウンテンバイク大会
- ジャパン・トラック・カップ

- BMXインターナショナル

過去の大会
- 全日本チーム対抗自転車競技大会
- 全日本アマチュア自転車競技選手権大会

## 加盟団体
- 各都道府県自転車競技連盟
- 全日本実業団自転車競技連盟
- 日本学生自転車競技連盟
- 全国高等学校体育連盟自転車競技専門部
- 日本プロフェッショナルサイクリスト協会

## 事業協力団体
- 全日本BMX連盟（国際自転車競技連合加盟団体）
- 日本シクロクロス競技主催者協会
- 日本室内自転車競技連盟
- 日本自転車トライアル協会
- 日本パラサイクリング連盟
- MTBリーグ

## シンボルマーク
日本自転車競技連盟のシンボルマークは、1990年世界選手権自転車競技大会前橋・宇都宮の公式エンブレムを1995年の発足時に採用したものである。大会テーマ「美しき風・速・力」のイメージを取り込み、図案化された“先頭を争う二人の選手”がデザインされている。FICP副会長を務めるなど裏方として自転車競技界に貢献を続けた元競輪選手で画家の加藤一が手掛けた。